# シルビアシジミ属
シルビアシジミ属（シルビアシジミぞく、Zizina）は、シジミチョウ科ヒメシジミ亜科ヒメシジミ族を分類する属の1つである。

## 種
属する種は以下のとおり。
和名はShiraiwa 1996-2021 及び 日本産蝶類和名学名便覧 2010-2013による。
- Zizina antanossa (Mabille, 1877) – dark grass blue, clover blue
- Zizina emelina (de l'Orza, 1869) シルビアシジミ
- Zizina labradus (Godart, 1824) ウスモンシルビアシジミ – common grass blue, grass blue, clover blue
- Zizina otis (Fabricius, 1787) ヒメシルビアシジミ – lesser grass blue
- Zizina oxleyi (C. & R. Felder, [1865])